# ベルグラーノAC
ベルグラーノ・アトレティック・クルブ（西: Belgrano Athletic Club）は、アルゼンチンのブエノスアイレス・ベルグラーノ地区を拠点とするスポーツクラブ。ラグビーチームが特に有名である。トルネオ・デ・ラ・URBAに所属。

## 概要
1896年創設のアルゼンチンに現存する最も歴史のあるスポーツクラブの1つである。
1899年には、ブエノス・アイレスFC、ローマスAC、CAロサリオなどと共に、現在のアルゼンチンラグビー協会（UAR）の前身となるリバープレートラグビー協会（River Plate Rugby Union）を設立した。同年に創設されたリバープレートラグビー協会選手権（トルネオ・デ・ラ・URBAの前身）には初年度から参加している。
トルネオ・デ・ラ・URBAの優勝回数は歴代4位タイの11回。2016年には48年ぶりにタイトルを獲得した。

## 歴史
1896年8月17日にクラブ創設。当初のメンバーは、アルゼンチン中央鉄道（Ferrocarril Central Argentino）の従業員を中心に構成されており、ベルグラーノを通過する鉄道の色から、赤色・銀色・緑色のユニフォームが採用された。1919年に、新しい鉄道の色に合わせて茶色・金色に変更された。この配色は現在まで受け継がれている。
1907年のトルネオ・デ・ラ・URBAで初のタイトルを獲得した。1910年代後半にCAサン・イシドロ（CASI）が台頭してくるまでは、リーグ創設メンバーでもあるブエノス・アイレスFC、ローマスAC、ベルグラーノAC、CAロサリオの4クラブでトルネオ・デ・ラ・URBAのタイトルをほぼ独占した。
1968年に10回目のトルネオ・デ・ラ・URBA優勝を遂げて以降はタイトルから遠ざかっていた。
2016年、ベルグラーノACは48年ぶりにトルネオ・デ・ラ・URBAを制した。レギュラーシーズンをインドゥに次ぐ2位で終えると、決勝トーナメントではインドゥにリベンジを果たした。
2019年にもトルネオ・デ・ラ・URBAで決勝進出を果たし（SICに敗れ準優勝）、古豪復活を印象づけている。

## ユニフォーム
| 1896-1919 | 1919-現在 |

## タイトル

### 国内タイトル
- トルネオ・デ・ラ・URBA
  - 優勝 11回（1907, 1910, 1914, 1921, 1936, 1940, 1963, 1966, 1967, 1968, 2016）

## 歴代所属選手
- マルセロ・ボシュ(Marcelo Bosch)
- トマス・クベリ(Tomás Cubelli)

## ラグビー以外の競技

### サッカー
ベルグラーノACのサッカーチームは、ローマスAC、アルムニACと共に、アルゼンチンサッカー草創期において最も重要なクラブの1つであった。プリメーラ・ディビシオンが公式に創設された1893年から1911年までの19シーズンは、この3クラブでリーグ優勝を独占した。
ベルグラーノACは1896年から1916年までの間、プリメーラ・ディビシオンでプレーした。この間、リーグを3回制した他に、当時の重要な大会であったウルグアイのクラブチームとの国際カップ戦のタイトルを2回獲得した。1912年8月18日には、プリメーラ・ディビシオンの試合でCAリーベル・プレートを相手に10-1という歴史的な勝利を収めた。
1916年、プリメーラ・ディビシオンからの降格が決定したことを受け、ベルグラーノACのサッカーチームは活動を終了した。

#### タイトル
- プリメーラ・ディビシオン
  - 優勝 3回（1899, 1904, 1908）
- タイ・カップ
  - 優勝 1回（1900）
- コパ・デ・オノール・クセニエール
  - 優勝 1回（1907）